# Saruwaged
Saruwaged (ang. Saruwaged Range) – pasmo górskie Gór Nadbrzeżnych, na półwyspie Huon, w północno-wschodniej części Papui-Nowej Gwinei, rozciągające się od 6°S do 6°20′S i od 146°30′E do 147°10′E. Najwyższym szczytem jest Bangeta, o wysokości 4121 m n.p.m.
Z południowych stoków gór wypływają cieki zasilające rzekę Markham.